# Francesc Girvés
Francesc Girvés, Franciscus Girvesius en llatí i François Girvès en francès, (Llo, Alta Cerdanya, començaments del segle xviii - Lleida, 1774) va ser un erudit eclesiàstic nord-català que publicà en llatí el 1750 una història del priscil·lianisme.
Es doctorà en teologia i dret canònic, i amplià la seva formació eclesiàstica i literària a Roma. A la Ciutat Eterna, i sota els auspicis d'Alfonso Clemente de Aróstegui, fou un dels cofundadors de l'Academia Española de Historia Eclesiástica a què contribuí amb documents força interessants que han romàs inèdits, amb l'excepció de l'obra del 1750 Dissertatio de historia Priscillianistarum, una historiografia sobre el priscil·lianisme, una doctrina cristiana derivada del gnosticisme. Considerada herètica, havia estat formulada pel bisbe d'Àvila Priscil·lià, que morí decapitat pels seus ideals.
De tornada a Catalunya, va ser nomenat ardiaca (o degà, segons les fonts) de la catedral de Lleida (ho era entre el 1752 i el 1765 pel cap baix). Entre els escrits manuscrits que deixà, la majoria sobre epigrafia ilerdenca, hi hagué un estudi sobre sant Lleïr en què desmentia que aquest hagués estat bisbe de Lleida; posteriorment (1836) seria publicat en apèndix al tom 46 de la España Sagrada que dirigia el frare agustinià Enrique Flórez. El 1762, Girvés era ardiaca de Ribagorça i canonge del capítol catedralici de Lleida, i el 1765 era administrador de la Pia Almoina episcopal.

## Obres
- De historia priscillianistarum dissertatio in duas partes distributa, ordine chronologico digesta Romae: typis Joannis Generosi Salomoni, 1750
- De episcopali sede S. Licerii - Disertatio novo Episcopologio Ilerden. premitenda (manuscrit, reproduït en annex al volum 46 de la España Sagrada)
- Nos el Dr. en derechos Dn. Francisco Girvès ... A Joachin Berga y Vidal, Josef Mariano Avellà ... hacemos saber que por parte de don Balthasar Antonio Gadullo y Sarria, presbitero, rector de la iglesia parroquial de San Antonio Abad de la citada villa de Villanueva de Cubelles ... S.l.: s.n., 1776?